# サンティアゴ・アリアス
サンティアゴ・アリアス・ナランホ（Santiago Arias Naranjo, 1992年1月13日 - ）は、コロンビア・メデジン出身のサッカー選手。ECバイーア所属。ポジションはDF、MF。コロンビア代表。

## クラブ経歴
ラ・エキダの下部組織を経て2009年にトップチームに昇格を果たしたアリアスは、一定の成功を収めるとすぐさまポルトガル1部のスポルティングCPへ引きぬかれた。
2011年6月21日からの5年契約で加入した スポルティングでは大半をBチームで過ごしており、トップチームでジョアン・ペレイラやミゲル・ロペス、セドリック・ソアレスの控えとして数試合に出場した。
控えの日々が続いていた中、2013年1月にオランダ1部のPSVアイントホーフェンから接触がなされ、7月13日に移籍金160万ユーロ で同僚のスタイン・スハールスと共にPSVへ移籍し、4年契約を締結した。PSVではフィリップ・コクー監督の下でジョシュア・ブレネットと右サイドバックのポジション争いを繰り広げられるだろうと評される等、主軸の1人として考えられており、7月24日にトルコ1部のフェネルバフチェSKとの親善試合 (2-0) で非公式戦初出場を飾り、8月3日のADOデン・ハーグ戦（アウェイ3-2）でリーグ戦初出場および90分フル出場した。
2018年7月31日、ラ・リーガのアトレティコ・マドリードと5年契約を締結したことが発表された。背番号は4番。9月1日のリーグ・セルタ戦で公式戦デビューを果たした。2019年の1月19日に行われたSDウエスカ戦ではアントワーヌ・グリーズマンのアシストにより移籍後初得点を記録し、チームの3-0での勝利に貢献した。しかし、翌2019-20シーズンはキーラン・トリッピアー、シメ・ヴルサリコとのポジション争いを強いられ、リーグ戦14試合の出場で終了。
2020年9月24日、 バイエル・レバークーゼンへの1年のローン移籍が発表された。しかし、10月9日の2022 FIFAワールドカップ・南米予選のベネズエラ戦で、左脚に重傷を負い、2020-21シーズンの出場が絶望的になったと報じられた。
2021年8月30日、グラナダCFへ1シーズンのレンタル移籍が決定した。
2021-22シーズン後にアトレティコ・マドリードを退団すると無所属の期間が続いたが、2023年2月10日にMLSのFCシンシナティに加入することが発表された。

## 代表経歴
U-17代表時代に2009 FIFA U-17ワールドカップで3位決定戦を除く全6試合に出場し、4位入賞に貢献。U-20代表時代は南米ユース選手権で6位に終わったものの、チームの主軸として全9試合に出場。また、同年のトゥーロン国際大会ではエドゥアルド・ララ監督の下で全5試合に出場して優勝に貢献した。
右サイドバックの1番手であるファン・スニガが負傷したことにより、2013年9月に2014 FIFAワールドカップ・南米予選のチリ戦とパラグアイ戦に向け、ホセ・ペケルマン監督の下でA代表に初招集され、パラグアイ戦（アウェイ2-1）で初出場を飾った。
2014 FIFAワールドカップ本大会のメンバーにも選出され、グループリーグのギリシャ戦とコートジボワール戦に途中出場、最終節の日本戦ではフル出場を果たした。コロンビアは3戦全勝でグループリーグを首位で通過し、ベスト8まで進出するも、自身に決勝トーナメントでの出場機会は訪れなかった。
2018 FIFAワールドカップでは右サイドバックのレギュラーとしてグループリーグ全試合にフル出場。チームも初戦の日本戦こそ敗れるも、続くポーランド戦、セネガル戦には勝利し、2大会連続でのグループリーグ首位通過を果たした。決勝トーナメント1回戦のイングランド戦でも先発出場し、延長後半11分までプレーをするも、チームはPK戦で敗れベスト16での敗退となった。

## 人物
- 妻のカリン・ヒメネスはコロンビアでモデル業を営んでおり、その妻との間には1人の息子がいる。

## 個人成績
2019年3月12日現在
| クラブ                   | シーズン     | 背番号       | リーグ | リーグ | カップ | カップ | リーグカップ | リーグカップ | UEFA | UEFA | 通算 | 通算 |
| クラブ                   | シーズン     | 背番号       | 出場   | 得点   | 出場   | 得点   | 出場         | 得点         | 出場 | 得点 | 出場 | 得点 |
| ------------------------ | ------------ | ------------ | ------ | ------ | ------ | ------ | ------------ | ------------ | ---- | ---- | ---- | ---- |
| ラ・エキダ               | 2009         | ー           | 14     | 0      | 0      | 0      | 0            | 0            | ー   | ー   | 14   | 0    |
| ラ・エキダ               | 2010         | ー           | 7      | 0      | 0      | 0      | 0            | 0            | ー   | ー   | 7    | 0    |
| ラ・エキダ               | 2011         | ー           | 7      | 0      | 0      | 0      | 0            | 0            | ー   | ー   | 7    | 0    |
| ラ・エキダ               | 通算         | 通算         | 28     | 0      | 0      | 0      | 0            | 0            | ー   | ー   | 28   | 0    |
| スポルティングCP         | 2011-12      | 19           | 6      | 0      | 2      | 0      | 0            | 0            | 0    | 0    | 0    | 0    |
| スポルティングCP         | 2012-13      | 19           | 1      | 0      | 1      | 0      | 0            | 0            | 0    | 0    | 0    | 0    |
| スポルティングCP         | 通算         | 通算         | 7      | 0      | 1      | 0      | 0            | 0            | 0    | 0    | 10   | 0    |
| PSV                      | 2013-14      | 13           | 25     | 1      | 1      | 0      | 0            | 0            | 6    | 0    | 32   | 1    |
| PSV                      | 2014-15      | 4            | 21     | 1      | 3      | 0      | 0            | 0            | 5    | 0    | 29   | 1    |
| PSV                      | 2015-16      | 4            | 32     | 3      | 3      | 0      | 0            | 0            | 6    | 0    | 42   | 3    |
| PSV                      | 2016-17      | 4            | 28     | 1      | 2      | 0      | 0            | 0            | 4    | 1    | 34   | 2    |
| PSV                      | 2017-18      | 4            | 30     | 3      | 3      | 0      | 0            | 0            | 2    | 0    | 35   | 3    |
| PSV                      | 通算         | 通算         | 136    | 9      | 12     | 0      | 0            | 0            | 23   | 1    | 172  | 10   |
| アトレティコ・マドリード | 2018-19      | 4            | 25     | 1      | 4      | 0      | ー           | ー           | 4    | 0    | 33   | 1    |
| アトレティコ・マドリード | 通算         | 通算         | 25     | 1      | 4      | 0      | ー           | ー           | 4    | 0    | 33   | 1    |
| キャリア通算             | キャリア通算 | キャリア通算 | 196    | 10     | 17     | 0      | 0            | 0            | 27   | 1    | 243  | 11   |

## 代表歴

### 出場大会
U-17コロンビア代表
- 2009年 - 2009 FIFA U-17ワールドカップ（ベスト4）

U-20コロンビア代表
- 2011年 - 2011 FIFA U-20ワールドカップ（ベスト8）

コロンビア代表
- 2014年 - 2014 FIFAワールドカップ（ベスト8）
- 2015年 - コパ・アメリカ2015（ベスト16）
- 2016年 - コパ・アメリカ・センテナリオ（ベスト4)
- 2018年 - 2018 FIFAワールドカップ（ベスト16）
- 2019年 - コパ・アメリカ2019

### 試合数
- 国際Aマッチ 55試合 0得点（2013年-）[20]

| コロンビア代表 | 国際Aマッチ | 国際Aマッチ |
| 年             | 出場        | 得点        |
| -------------- | ----------- | ----------- |
| 2013           | 3           | 0           |
| 2014           | 11          | 0           |
| 2015           | 6           | 0           |
| 2016           | 11          | 0           |
| 2017           | 7           | 0           |
| 2018           | 10          | 0           |
| 2019           | 5           | 0           |
| 2020           | 1           | 0           |
| 2021           | 0           | 0           |
| 2022           | 0           | 0           |
| 2023           | 1           | 0           |
| 2024           |             |             |
| 通算           | 55          | 0           |

## タイトル

### クラブ

#### PSVアイントホーフェン
- エールディヴィジ : 3回（2014-15, 2015-16, 2017-18）
- ヨハン・クライフ・スハール : 2回（2016, 2017）

#### アトレティコ・マドリード
- UEFAスーパーカップ : 1回（2018）

#### FCシンシナティ
- サポーターズ・シールド : 1回（2023）

### 代表

#### U-20コロンビア代表
- トゥーロン国際大会 : 1回（2011）

### 個人
- エールディヴィジ年間最優秀選手 : 1回（2017-18）